# Myrne (oblast de Zaporijjia)
Myrne (ukrainien : Мирне, russe : Мирное, Mirnoïe), littéralement « Pacifique », est une commune urbaine de l' Oblast de Zaporijjia (de jure)
 Oblast de Zaporojie (de facto), en Ukraine. Elle compte 2 918 habitants en 2021.

## Géographie
La commune se trouve à 2 km de la rive droite de la rivière Molotchna. Le village de Terpinnia est en amont à 1 km et celui de Tambovka à 1,5 km en aval. Celui de Novopylypivka est sur la rive opposée. Le village est entouré de vergers.

## Histoire
Le village est fondé en 1951, prenant le nom de Myrne en 1953. Il est construit pour les ouvriers devant creuser le canal du Dniepr à la Molotchna. Il reçoit le statut de commune urbaine en 1987.
La commune comptait 3 421 habitants en 1989, et 3 111 habitants en 2001, puis 3 086 en 2013.
Le 3e centre régional de réaction rapide de l'armée ukrainienne D 0130 y est cantonné.